# Арантис, Фелипи
Фелипи Арантис (порт.-браз. Felipe Arantes; род. 9 февраля 1988, Сан-Паулу) — бразильский боец смешанного стиля, представитель легчайшей и полулёгкой весовых категорий. Выступал на профессиональном уровне в период 2008—2018 годов, известен прежде всего по участию в турнирах бойцовской организации UFC.

## Биография
Фелипи Арантис родился 9 февраля 1988 года в Сан-Паулу. В возрасте двенадцати лет начал осваивать дзюдо и тхэквондо, а в четырнадцать лет переключился на тайский бокс — добился в этой дисциплине высоких результатов и удостоился чёрного пояса. Позже практиковал и бразильское джиу-джитсу, получив коричневый пояс. С 18 лет тренировался как боец ММА.

### Начало профессиональной карьеры
Дебютировал в смешанных единоборствах на профессиональном уровне в апреле 2008 года, свой первый бой проиграл сдачей, попавшись на рычаг локтя. С переменным успехом дрался в небольших бразильских промоушенах, выиграл у достаточно известного в будущем бойца Джона Линекера. 

### Ultimate Fighting Championship
Имея в послужном списке 13 побед и только 4 поражения, Арантис привлёк к себе внимание крупнейшей бойцовской организации мира Ultimate Fighting Championship и в июле 2011 года подписал с ней долгосрочный контракт. В дебютном поединке в октагоне UFC встретился с соотечественником Иури Алкантарой и проиграл ему по очкам единогласным решением судей.
В 2012 году выиграл единогласным решением у Антониу Карвалью и свёл к ничьей поединок с Милтоном Виейрой.
В 2013 году техническим нокаутом победил Годофреду Кастру, но уступил по очкам Эдмилсону Соузе.
В 2014 году по очкам взял верх над венесуэльцем Максимо Бланко, однако проиграл Андре Фили.
Потерпев очередное поражение, в 2015 году решил спуститься в легчайшую весовую категорию и провёл поединок с гаитянским бойцом Ивом Жабуеном. В концовке первого раунда взял Жабуена на рычаг локтя и заставил сдаться, заработав тем самым бонус за лучшее выступление вечера.
В 2016 году сдачей выиграл у Джеррода Сандерса, но раздельным судейским решением уступил Эрику Пересу.
В октябре 2017 года вернулся в полулёгкий вес ради боя с Джошем Эмметтом, но проиграл судейским решением.
Последний раз дрался в октагоне UFC в июне 2018 года на турнире в Сингапуре, потерпев поражение техническим нокаутом от китайца Сона Ядона. Сразу по окончании боя Арантис объявил о завершении карьеры бойца ММА.

## Статистика в профессиональном ММА
| Боёв 31         | Побед 18 | Поражений 10 |
| --------------- | -------- | ------------ |
| Нокаутом        | 7        | 1            |
| Сдачей          | 6        | 2            |
| Решением        | 5        | 7            |
| Ничьи           | 1        | 1            |
| Не состоявшихся | 2        | 2            |

| Результат    | Рекорд      | Соперник             | Способ                       | Турнир                                      | Дата             | Раунд | Время | Место                    | Примечание                                                                                            |
| ------------ | ----------- | -------------------- | ---------------------------- | ------------------------------------------- | ---------------- | ----- | ----- | ------------------------ | --- |
| Поражение    | 18-10-1 (2) | Сун Ядун             | TKO (удары)                  | UFC Fight Night: Cowboy vs. Edwards         | 23 июня 2018     | 2     | 4:59  | Каланг, Сингапур         | |
| Поражение    | 18-9-1 (2)  | Джош Эмметт          | Единогласное решение         | UFC Fight Night: Cerrone vs. Till           | 21 октября 2017  | 3     | 5:00  | Гданьск, Польша          | Бой в полулёгком весе.                                                                                |
| Поражение    | 18-8-1 (2)  | Эрик Перес           | Раздельное решение           | The Ultimate Fighter Latin America 3 Finale | 5 ноября 2016    | 3     | 5:00  | Мехико, Мексика          | |
| Победа       | 18-7-1 (2)  | Джеррод Сандерс      | Сдача (рычаг локтя)          | UFC Fight Night: dos Anjos vs. Alvarez      | 7 июля 2016      | 2     | 1:39  | Лас-Вегас, США           | |
| Победа       | 17-7-1 (2)  | Ив Жабуен            | Сдача (рычаг локтя)          | UFC Fight Night: Holloway vs. Oliveira      | 23 августа 2015  | 1     | 4:21  | Саскатун, Канада         | Дебют в легчайшем весе. Выступление вечера.                                                           |
| Поражение    | 16-7-1 (2)  | Андре Фили           | Единогласное решение         | UFC 179                                     | 25 октября 2014  | 3     | 5:00  | Рио-де-Жанейро, Бразилия | |
| Победа       | 16-6-1 (2)  | Максимо Бланко       | Единогласное решение         | UFC Fight Night: Machida vs. Mousasi        | 15 февраля 2014  | 3     | 5:00  | Жарагуа-ду-Сул, Бразилия | |
| Поражение    | 15-6-1 (2)  | Эдмилсон Соуза       | Раздельное решение           | UFC Fight Night: Teixeira vs. Bader         | 4 сентября 2013  | 3     | 5:00  | Белу-Оризонти, Бразилия  | |
| Победа       | 15-5-1 (2)  | Годофреду Кастру     | TKO (удары)                  | UFC on Fuel TV: Nogueira vs. Werdum         | 8 июня 2013      | 1     | 3:32  | Форталеза, Бразилия      | |
| Ничья        | 14-5-1 (2)  | Милтон Виейра        | Раздельное решение           | UFC 147                                     | 23 июня 2012     | 3     | 5:00  | Белу-Оризонти, Бразилия  | |
| Победа       | 14-5 (2)    | Антониу Карвалью     | Единогласное решение         | UFC 142                                     | 14 января 2012   | 3     | 5:00  | Рио-де-Жанейро, Бразилия | |
| Поражение    | 13-5 (2)    | Иури Алкантара       | Единогласное решение         | UFC 134                                     | 27 августа 2011  | 3     | 5:00  | Рио-де-Жанейро, Бразилия | |
| Не состоялся | 13-4 (2)    | Анди Мейн            | NC (результат отменён)       | Urban Conflict Championships 4: Supremacy   | 11 апреля 2011   | 1     | 4:38  | Морристаун, США          | Арантис выиграл техническим нокаутом, но позже результат отменили, усмотрев запрещённый удар коленом. |
| Победа       | 13-4 (1)    | Марселу Дутра        | Сдача (удушение сзади)       | Gold Fight 2                                | 27 ноября 2010   | 1     | 4:15  | Сан-Паулу, Бразилия      | |
| Победа       | 12-4 (1)    | Семир Силва          | KO (ногой в голову)          | Barueri Combat                              | 30 октября 2010  | 1     | 0:20  | Сан-Паулу, Бразилия      | |
| Победа       | 11-4 (1)    | Джейсон Маклин       | Единогласное решение         | Urban Conflict Championships 3: Renegades   | 10 сентября 2010 | 3     | 5:00  | Джерси-Сити, США         | |
| Победа       | 10-4 (1)    | Сержиу Соарис        | Единогласное решение         | Super Challenge Pro                         | 27 июня 2010     | 3     | 5:00  | Сан-Паулу, Бразилия      | |
| Победа       | 9-4 (1)     | Арлинтер Родригес    | Сдача (удушение сзади)       | ABC: Fight Festival 1                       | 29 мая 2010      | 3     | N/A   | Сан-Паулу, Бразилия      | |
| Победа       | 8-4 (1)     | Родригу Капорал      | Единогласное решение         | Amerad Fighter 1                            | 5 марта 2010     | 3     | 5:00  | Сан-Паулу, Бразилия      | |
| Победа       | 7-4 (1)     | Франсиску Роберт     | TKO (удары руками)           | Full Heroes Battle 1                        | 7 ноября 2009    | 2     | 2:25  | Паранагуа, Бразилия      | |
| Не состоялся | 6-4 (1)     | Лестер Каслоу        | NC (результат отменён)       | Respect Is Earned 3: Philly Biker Brawl     | 10 октября 2009  | 3     | 3:06  | Окс, США                 | Результат был отменён, так как Арантис использовал неразрешённую экипировку.                          |
| Поражение    | 6-4         | Фредди Асунсан       | Единогласное решение         | Ultimate Warrior Challenge 7: Redemption    | 3 октября 2009   | 3     | 5:00  | Фэрфакс, США             | |
| Поражение    | 6-3         | Рони Мариану Безерра | Сдача (треугольник)          | Samurai Fight Combat                        | 12 сентября 2009 | 1     | 4:53  | Куритиба, Бразилия       | |
| Победа       | 6-2         | Джон Линекер         | Сдача (рычаг локтя)          | Paranagua Fight 5                           | 7 августа 2009   | 1     | 1:12  | Паранагуа, Бразилия      | |
| Победа       | 5-2         | Диегу Фортунату      | TKO (удары руками)           | Paranagua Fight 4                           | 19 апреля 2009   | 1     | 2:03  | Паранагуа, Бразилия      | |
| Победа       | 4-2         | Рафаэл Микелини      | Сдача (удушение сзади)       | Paranagua Fight 4                           | 19 апреля 2009   | 1     | 2:20  | Паранагуа, Бразилия      | |
| Поражение    | 3-2         | Стив Дингелис        | Единогласное решение         | World Cagefighting Alliance: Pure Combat    | 6 февраля 2009   | 3     | 5:00  | Атлантик-Сити, США       | |
| Победа       | 3-1         | Алесандри Педрозу    | TKO (остановлен секундантом) | Paranagua Fight 3                           | 11 ноября 2008   | 1     | 1:37  | Паранагуа, Бразилия      | |
| Победа       | 2-1         | Фелипи Алвис         | KO (удары)                   | Paranagua Fight 2                           | 5 сентября 2009  | 1     | 0:26  | Паранагуа, Бразилия      | |
| Победа       | 1-1         | Адриану Тесару       | TKO (удары руками)           | Beach Fight Festival                        | 10 мая 2008      | 1     | 1:43  | Сан-Паулу, Бразилия      | |
| Поражение    | 0-1         | Фелипи Видал         | Сдача (рычаг локтя)          | Real Fight 5                                | 13 апреля 2008   | 1     | N/A   | Сан-Паулу, Бразилия      | |